# Copa del Pacífico 1988
La Copa del Pacífico de 1988 fue la VIII edición de la Copa del Pacífico. Esta versión del torneo se jugó en las ciudades de Arica en Chile y Lima en Perú, en partidos de ida y vuelta los días 25 de octubre y 23 de noviembre. La selección de Chile se adjudica el torneo y logra superar, por primera vez después de 35 años, a la selección de Perú en cantidad de trofeos obtenidos, revirtiendo la tendencia inicial.

## Partidos
| 25 de octubre de 1988 | Chile                              | 2:0 (1:0) | Perú | Carlos Dittborn, Arica                                               |                                                                      |
|                       | Espinoza 39' (pen.) · González 85' |           |      | Asistencia: 7656 espectadores Árbitro(s): Juan Pablo Torrens (Chile) | Asistencia: 7656 espectadores Árbitro(s): Juan Pablo Torrens (Chile) |

| Chile | Chile | Perú | Perú |
| ----- | --- | --- | ---- |
| Chile | Copa del Pacífico 1988, partido de ida 25 de octubre de 1988 en Estadio Carlos Dittborn, Arica Resultado: 2:0 Asistentes: 7656 Árbitro: Juan Pablo Torrens (Chile) Reporte                     | Copa del Pacífico 1988, partido de ida 25 de octubre de 1988 en Estadio Carlos Dittborn, Arica Resultado: 2:0 Asistentes: 7656 Árbitro: Juan Pablo Torrens (Chile) Reporte                                     | Perú |
| Chile | Mario Osbén · Rubén Espinoza · Hugo González · Leonel Contreras · Roberto Reynero · Jaime Ramírez 46' · Jaime Pizarro · Mario Lepe · Aníbal González 66' · Marcelo Álvarez 77' · Óscar Herrera | César Chávez-Riva · Pedro Rojas · Juan Reynoso · José Guillermo del Solar · Percy Olivares · José Luis Carranza · Luis Reyna 58' · Wilmar Valencia · Julio César Antón 69' · César Loyola 57' · Víctor Hurtado | Perú |
| Chile | Orlando Aravena | José Fernández Santini | Perú |
| Chile | Patricio Mardones 46' · Alfredo Núñez 66' · Juan Covarrubias 77' | Eduardo Rey 57' · Jorge Cordero 58' · Jesús Torrealva 69' | Perú |
| Chile | Goles | | Perú |
| Chile | 1:0 39' (pen.) Rubén Espinoza · 2:0 67' Hugo González | | Perú |

| 23 de noviembre de 1988 | Perú       | 1:1 (0:1) | Chile        | Estadio Nacional, Lima                                           |                                                                  |
|                         | Farfán 58' |           | Mardones 29' | Asistencia: 25000 espectadores Árbitro(s): Walter Barrios (Perú) | Asistencia: 25000 espectadores Árbitro(s): Walter Barrios (Perú) |

| Perú | Perú | Chile | Chile |
| ---- | --- | --- | ----- |
| Perú | Copa del Pacífico 1988, Partido de vuelta 23 de noviembre de 1988 en Estadio Nacional, Lima Resultado: 1:1 Árbitro: Donato Walter Barrios Acevedo (Perú) Reporte                                          | Copa del Pacífico 1988, Partido de vuelta 23 de noviembre de 1988 en Estadio Nacional, Lima Resultado: 1:1 Árbitro: Donato Walter Barrios Acevedo (Perú) Reporte                    | Chile |
| Perú | Martín Yupanqui · Pedro Rojas · Pedro Requena · José Guillermo del Solar · Percy Olivares · Juan Reynoso 65' · Jorge Cordero · Julio César Uribe · Franco Navarro 35' · César Loyola 70' · Wilson Ramírez | Marco Cornez · Rubén Espinoza · Hugo González · Leonel Contreras · Héctor Puebla · Patricio Mardones · Jaime Pizarro · Mario Lepe · Jorge García · Marcelo Alvarez 78' · Luka Tudor | Chile |
| Perú | José Fernández Santini | Orlando Aravena | Chile |
| Perú | Domingo Farfán 35' · José Luis Carranza 65' · Humberto Rey 70' | Óscar Herrera 78' | Chile |
| Perú | Goles | | Chile |
| Perú | · 1:1 58' Domingo Farfán | 0:1 28' Patricio Mardones | Chile |
| Perú | Tarjetas rojas | | Chile |
| Perú | 88' Óscar Herrera | | Chile |

## Tabla
| Equipo | Pts | PJ | PG | PE | PP | GF | GC | Dif |
| ------ | --- | -- | -- | -- | -- | -- | -- | --- |
| Chile  | 4   | 2  | 1  | 1  | 0  | 3  | 1  | +2  |
| Perú   | 1   | 2  | 0  | 1  | 1  | 1  | 3  | -2  |

| Chile         |
| Campeón CHILE |